# Aenictus idoneus
Aenictus idoneus är en myrart som beskrevs av Menozzi 1928. Aenictus idoneus ingår i släktet Aenictus och familjen myror. Inga underarter finns listade i Catalogue of Life.